# República de Maryland
La República de Maryland, también conocida como Estado Independiente de Maryland y como Maryland en Liberia, fue un pequeño estado africano que existió desde 1854 hasta 1857, cuando se unió a Liberia.
La zona que ocupaba fue habitada por primera vez en 1834. por esclavos afroamericanos liberados o nacidos en libertad, procedentes principalmente del estado norteamericano de Maryland, bajo los auspicios de la Maryland State Colonization Society Otros asentamientos afroamericanos se habían unido en la Commonwealth de Liberia, la cual declaró su independencia en 1847. La colonia de Maryland, en Liberia, se mantuvo apartada en tanto que la sociedad estatal colonizadora pretendía mantener el monopolio comercial en esa zona. El 2 de febrero de 1841, Maryland en África se convirtió en el Estado de Maryland. El país declaró su independencia el 29 de mayo de 1854 con el nombre de Maryland en Liberia con su capital situada en Harper.

## Historia
En diciembre de 1831, la asamblea legislativa del Estado de Maryland aprobó destinar 10 000 dólares americanos en 26 años para transportar personas negras y antiguos esclavos desde los Estados Unidos a África y con ese fin se estableció la Maryland State Colonization Society.

### Asentamiento de Cabo Palmas

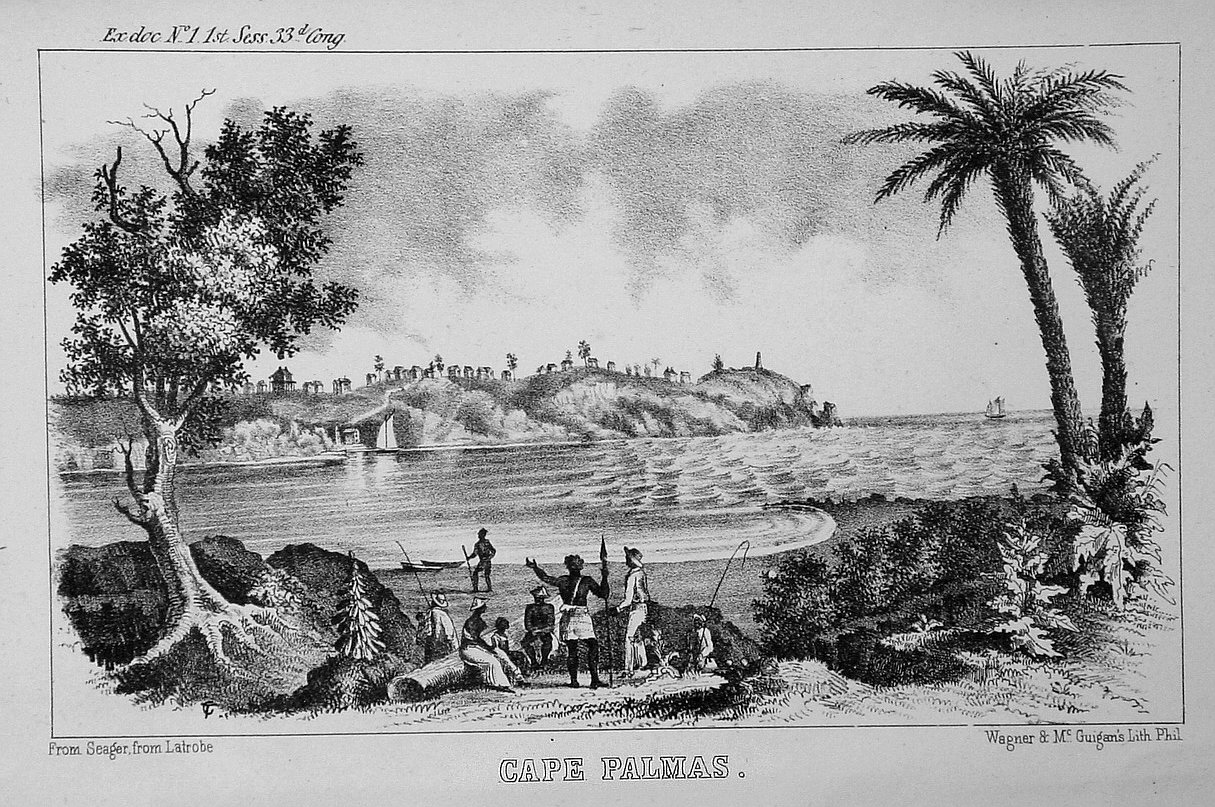
Grabado del Cabo Palmas, c1853.

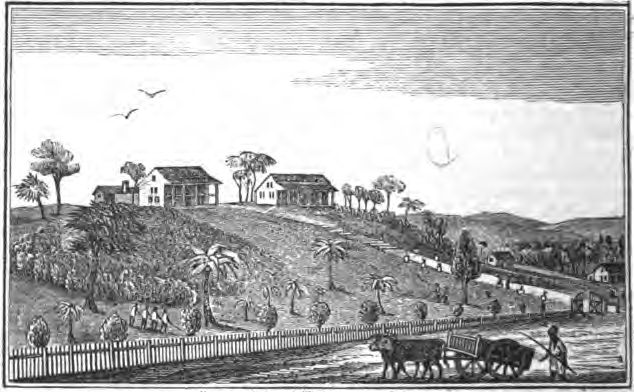
misión al Cabo Palmas, c1840.

Siendo originalmente una sucursal de la Sociedad Americana de Colonización que había fundado Liberia en 1822, la Maryland State Colonization Society decidió establecer un nuevo asentamiento por su cuenta en que poder acomodar a sus inmigrantes. La primera área para el asentamiento fue el Cabo Palmas en 1834 un tanto al sur del resto de Liberia.
El cabo es una pequeña península rocosa que se conecta con tierra por un istmo arenoso. Justo al oeste de la península está el estuario del río Hoffman. Aproximadamente 21 km siguiendo la costa hacia el este, el río Cavalla llega al mar, marcando el límite geográfico entre Liberia y la Costa de Marfil. Marca el límite por el oeste del Golfo de Guinea, según la Organización Hidrográfica Internacional.

### Declaración de independencia y anexión con Liberia
El 29 de mayo de 1854, el Estado de Maryland declaró su independencia, tomando el nombre de Maryland en Liberia (también era conocido como la república de Maryland), con capital en Harper.
Ocupaba la zona a lo largo de la costa entre Gran Cess y el río San Pedro. Pese a todo no sobreviviría más de tres años como un estado independiente. Poco después de la independencia, las tribus locales, entre las cuales se encontraban los grebo y los kru, atacaron el Estado de Maryland en represalia por la interrupción del tráfico de esclavos. [5] Ante la incapacidad de llevar a cabo su propia defensa Maryland acudió a Liberia, su vecino más poderoso, en busca de ayuda. Una alianza entre los habitantes de Maryland y tropas de milicia de Liberia logró repeler a las tribus locales. Pese a la victoria, no quedó claro que la República de Maryland pudiera sobrevivir como estado independiente y el 18 de marzo de 1857 Maryland fue anexionada por Liberia, convirtiéndose en el condado de Maryland.